# Argiri Stadion
Az Argiri Stadion, más néven Inni í Vika Stadion egy labdarúgó stadion Feröeren, a Streymoy szigetén fekvő Argirban. 1983-ban létesítették; 1998-ban új műfüves borítást kapott. Az Argja Bóltfelag és az FF Giza (korábban Nólsoyar Ítróttarfelag) hazai pályája. Feröer legtöbb pályájához hasonlóan műfüves borítású.
Ez Feröer legmagasabban fekvő labdarúgópályája; 92,87 méterrel fekszik a tenger szintje felett.